# Mahamud
Mahamud est une commune d'Espagne dans la communauté autonome de Castille-et-León, province de Burgos. Elle s'étend sur 33,61 km2 et comptait environ 143 habitants en 2011.